# Double Cross (album)
| Recensione | Giudizio |
| ---------- | -------- |
| AllMusic   |          |

Double Cross è un album discografico del sassofonista e pianista jazz statunitense Hank Crawford, pubblicato dalla casa discografica Atlantic Records nel 1968.

## Tracce

### LP
Lato A
1. Double Cross – 3:19 (Hank Crawford) – Registrato il 20 novembre 1967
2. Jimmy Mack – 2:36 (Eddie Holland, Lamont Dozier, Brian Holland) – Registrato il 20 novembre 1967
3. Glue Fingers – 3:27 (Hank Crawford) – Registrato il 20 novembre 1967
4. I Can't Stand It – 4:45 (Hank Crawford) – Registrato il 20 novembre 1967

Lato B
1. In the Heat of the Night – 4:03 (Quincy Jones, Alan Bergman, Marilyn Bergman) – Registrato il 20 novembre 1967
2. The Second Time Around – 3:52 (Sammy Cahn, Jimmy Van Heusen) – Registrato il 20 novembre 1967
3. Mud Island Blues – 5:56 (Hank Crawford) – Registrato il 29 ottobre 1965
4. Someday (You'll Want Me to Want You) – 3:50 (Jimmie Hodges) – Registrato il 29 ottobre 1965

## Musicisti
Double Cross / Jimmy Mack / Glue Fingers / I Can't Stand It / The Second Time Around
- Hank Crawford - sassofono alto
- David Newman - sassofono tenore
- Pepper Adams - sassofono baritono
- Joe Newman - tromba
- Melvin Lastie - tromba
- Tony Studd - trombone
- Carl Lynch - chitarra
- Jimmy Tyrell - basso fender
- Bruno Carr - batteria

In the Heat of the Night
- Hank Crawford - sassofono alto
- David Newman - sassofono tenore
- Pepper Adams - sassofono baritono
- Jack McDuff - pianoforte
- Joe Newman - tromba
- Melvin Lastie - tromba
- Tony Studd - trombone
- Carl Lynch - chitarra
- Jimmy Tyrell - basso fender
- Bruno Carr - batteria

Mud Island Blues / Someday (You'll Want Me to Want You)
- Hank Crawford - sassofono alto, pianoforte
- Wendell Harrison - sassofono tenore
- Alonzo C. (Lonnie) Shaw - sassofono baritono
- Fielder Floyd - tromba
- John Hunt - tromba
- Charles Green - contrabbasso
- Wilbert Hogan - batteria

Note aggiuntive
- Joel Dorn e Arif Mardin - produttori
- Registrazioni effettuate il 29 ottobre 1965 ed il 20 novembre 1967 a New York City, New York
- Bruce Tergesen e Phil Iehle - ingegneri delle registrazioni
- Stanislaw Zagorski - illustrazione copertina album originale, design copertina album originale
- Burt Burdeen - note retrocopertina album originale[1]